# Garry Cook
Garry Cook (né le 10 janvier 1958 à Wednesbury) est un athlète britannique spécialiste du 800 mètres qui participa aussi à des relais 4 × 400 mètres. Il est marié à Kathy Cook.

## Carrière

### Palmarès
Il obtient ses seules médailles internationales lors de relais 4 × 400 mètres.
| Date | Compétition           | Lieu        | Résultat | Performance   |
| ---- | --------------------- | ----------- | -------- | ------------- |
| 1982 | Championnats d'Europe | Athènes     | 2e       | 3 min 00 s 68 |
| 1982 | Championnats d'Europe | Athènes     | 4e       | 1 min 46 s 94 |
| 1982 | Jeux du Commonwealth  | Brisbane    | 1er      | 3 min 05 s 45 |
| 1983 | Championnats du monde | Helsinki    | 3e       | 3 min 03 s 53 |
| 1984 | Jeux olympiques d'été | Los Angeles | 2e       | 2 min 59 s 13 |

### Records
| Épreuve    | Performance   | Lieu    | Date     |
| ---------- | ------------- | ------- | -------- |
| 400 mètres | 46 s 0        | Inconnu | 1981     |
| 800 mètres | 1 min 44 s 55 | Inconnu | Inconnue |